# H3N8
인플루엔자바이러스 A형 아형 H3N8 (A/H3N8)은 인플루엔자를 일으키는 바이러스의 일종이다. 조류와 말, 개에서 풍토적으로 존재하며, 1889~1890년 독감 범유행의 원인으로 지목되는 등 과거에는 사람에게도 큰 피해를 준 것으로 여겨진다. 고양이 역시 감염되어 의료적 증상을 보이며, 바이러스 배출을 통해 다른 고양이에게 병을 옮길 수 있다. 2011년에는 기각류에서도 발견되었다.

## 서론
인플루엔자바이러스 A형 속의 한 종류로, 사람에게 인플루엔자를 일으킨다. 두 종류의 단백질, 헤마글루티닌(H)과 뉴라미니다아제(N)의 종류에 따라 H3N8 등의 이름이 붙여진다. 재배열을 통해 다른 인플루엔자 아형들과 유전자를 교환할 수 있다.
전염성이 높으며 말, 당나귀, 노새, 얼룩말 등의 말과 동물들을 감염시킬 수 있어 말인플루엔자로도 분류한다. 말인플루엔자는 오르토믹소바이러스과의 인플루엔자바이러스 A형 아형들에 의해 발생한다. 말에서 집단발병이 나타나는 중에는 사람에게 전염되지 않는다. 오늘날에는 사람에게 그리 위험하지 않다.

## 역사
1889~1890 독감 범유행의 주 원인으로 여겨지며, 이후 1898~1900 독감 유행 역시 이로 인해 발생한 것으로 여겨진다. 이 아형이 1889~1890년 범유행의 주 원인임이 밝혀지기 전에는 H2N2가 원인으로 지목되었었다. 그러나 이 시점에서 1889년 또는 1900년 독감 유행의 원인이 되는 바이러스 아형을 확실하게 식별하는 것은 불가능하다.
1997년의 한 연구팀은 H3N8이 야생 오리의 인플루엔자 감염의 1/4 이상을 일으킨다는 사실을 발견했다. 1963년 H3N8(A/equine/2/Miami/63) 아형은 마이애미에서 말인플루엔자의 유행병을 일으켰고 이후 북미와 남미, 유럽 전역으로 확산되어 1964년과 1965년 사이에는 대규모로 발병했다. H3N8 바이러스는 매년 0.8개의 아미노산에 돌연변이가 발생하는데, 이를 통해 1963년 이후 단일 계통으로 전세계에 퍼져있는 것으로 보인다. 백신은 1978년과 1981년 사이에 개발되었으나, 미국과 유럽 전역에서 A/equine/2 유행은 계속 발생해왔다. 1980년대 말을 기점으로 진화하여 H3N8 "유사 미국(American-like)" 계통과 "유사 유럽(Europe-like)" 계통으로 분리되었다.
2022년 4월 24일 중국 허난성에서 4세 남아가 H3N8 감염이 확진되었다고 중국 국가위생건강위원회가 밝혔다. 이 사례는 조류 인플루엔자인 H3N8이 인간에게 감염된 첫 사례이다.

## 전염 경로
여러 가지 경로를 통해 확산될 수 있다. 바이러스는 궁극적으로 기도 분비물을 통해 전염된다. 감염된 말은 기침을 통해 바이러스를 공기 중으로 30~50미터까지 퍼뜨릴 수 있다. 또한 말들간의 직접 접촉이나 사람의 손이나 의복을 통해, 또는 양동이, 족쇄 등의 무생물에 의해 전파될 수 있다. 그러나 바이러스는 말 밖에서 오래 생존하지 못한다. 환경 조건에 굉장히 민감하며 열, 추위, 건조, 소독에 의해 쉽게 사멸한다. 바이러스는 기도 상부의 상피세포에서 증식하여 말이 기침을 하거나 숨을 쉴 때 비말을 타고 퍼진다. 체외에서는 물체의 표면 등지에서 최대 48시간 동안 생존할 수 있다. 생물보안(biosecurity)을 준수하지 않는 접촉 및 운송과정을 통해 전파될 수 있다.
백신을 접종한 말에서도 무증상 감염이 나타날 수 있는데, 이는 백신 바이러스주와 전염병 바이러스주 사이의 불일치에서 기인한다. 이로써 질병이 더욱 쉽게 확산된다.

## 같이 보기
- 개 인플루엔자